# Сергеевка (Курганская область)
Сергеевка — упразднённая деревня в Петуховском районе Курганской области. Входила в состав Большекаменского сельсовета. Исключена из учётных данных в 1964 году.

## География
Располагалась у восточного берега озера Плоское на границе с Казанским районом Тюменской области, приблизительно в 9 км (по прямой) к северо-востоку от села Большое Каменное.

## История
До 1917 года входила в состав Каменской волости Ишимского уезда Тюменской губернии. По данным на 1926 год деревня состояла из 42 хозяйства. В административном отношении входила в состав Новомихайловского сельсовета Петуховского района Ишимского округа Уральской области. Указом Президиума Верховного Совета РСФСР от 01.07.1957 года объединены сельсоветы: Большекаменский, Песьяновский, Ново-Михайловский в один Большекаменский сельсовет. Решением облисполкома № 79 от 04.02.1964 года деревня Сергеевка была исключена из учётных данных как с селившаяся.

## Население
По данным переписи 1926 года в деревне проживало 201 человек (93 мужчины и 108 женщин), в том числе: русские составляли 97 % населения, мордва — 2 %.